# Morlhon-le-Haut
Morlhon-le-Haut [mɔʁjɔ̃ lə o] est une commune française, située dans le département de l'Aveyron en région Occitanie.

## Géographie

### Communes limitrophes
Les communes limitrophes sont  Le Bas Ségala, Sanvensa et Villefranche-de-Rouergue.

### Hydrographie

#### Réseau hydrographique

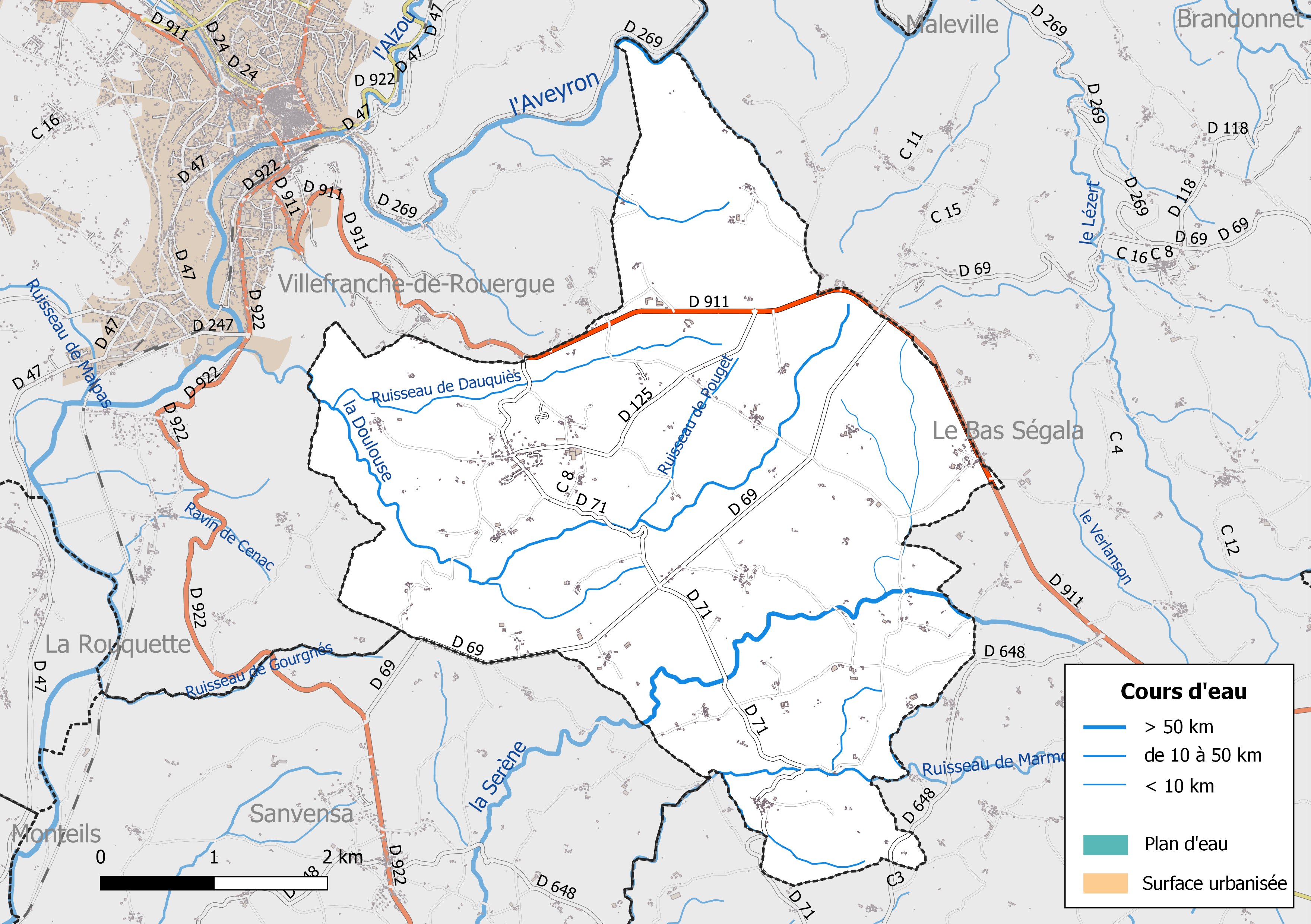
Réseaux hydrographique et routier de Morlhon-le-Haut.

La commune est drainée par l'Aveyron, la Serène, la Doulouse, le ruisseau de Marmont, le ruisseau de Dauquiès, le ruisseau de Pouget et par divers petits cours d'eau.
L'Aveyron, d'une longueur totale de 290,6 km, prend sa source dans la commune de Sévérac d'Aveyron et se jette  dans le Tarn à Lafrançaise après avoir arrosé 60 communes.
La Serène, d'une longueur totale de 32,2 km, prend sa source dans la commune de Le Bas Ségala et se jette  dans  l'Aveyron à Saint-André-de-Najac, après avoir arrosé 8 communes.

#### Gestion des cours d'eau
La gestion des cours d’eau situés dans le bassin de l’Aveyron est assurée par l’établissement public d'aménagement et de gestion des eaux (EPAGE) Aveyron amont, créé le 1er janvier 2017, en remplacement du syndicat mixte du bassin versant Aveyron amont,,.

### Climat
Pour des articles plus généraux, voir Climat de l'Occitanie et Climat de l'Aveyron.
En 2010, le climat de la commune est de type climat océanique altéré, selon une étude s'appuyant sur une série de données couvrant la période 1971-2000. En 2020, Météo-France publie une typologie des climats de la France métropolitaine dans laquelle la commune est dans une zone de transition entre le climat océanique altéré et le climat de montagne et est dans la région climatique Sud-est du Massif Central, caractérisée par une pluviométrie annuelle de 1 000 à 1 500 mm, minimale en été, maximale en automne.
Pour la période 1971-2000, la température annuelle moyenne est de 11,6 °C, avec une amplitude thermique annuelle de 14,9 °C. Le cumul annuel moyen de précipitations est de 1 007 mm, avec 12 jours de précipitations en janvier et 6,7 jours en juillet. Pour la période 1991-2020, la température moyenne annuelle observée sur la station météorologique la plus proche, située sur la commune de Villefranche-de-Rouergue à 4 km à vol d'oiseau, est de 12,6 °C et le cumul annuel moyen de précipitations est de 865,1 mm,. Pour l'avenir, les paramètres climatiques de la commune estimés pour 2050 selon différents scénarios d'émission de gaz à effet de serre sont consultables sur un site dédié publié par Météo-France en novembre 2022.

### Milieux naturels et biodiversité

#### Sites Natura 2000

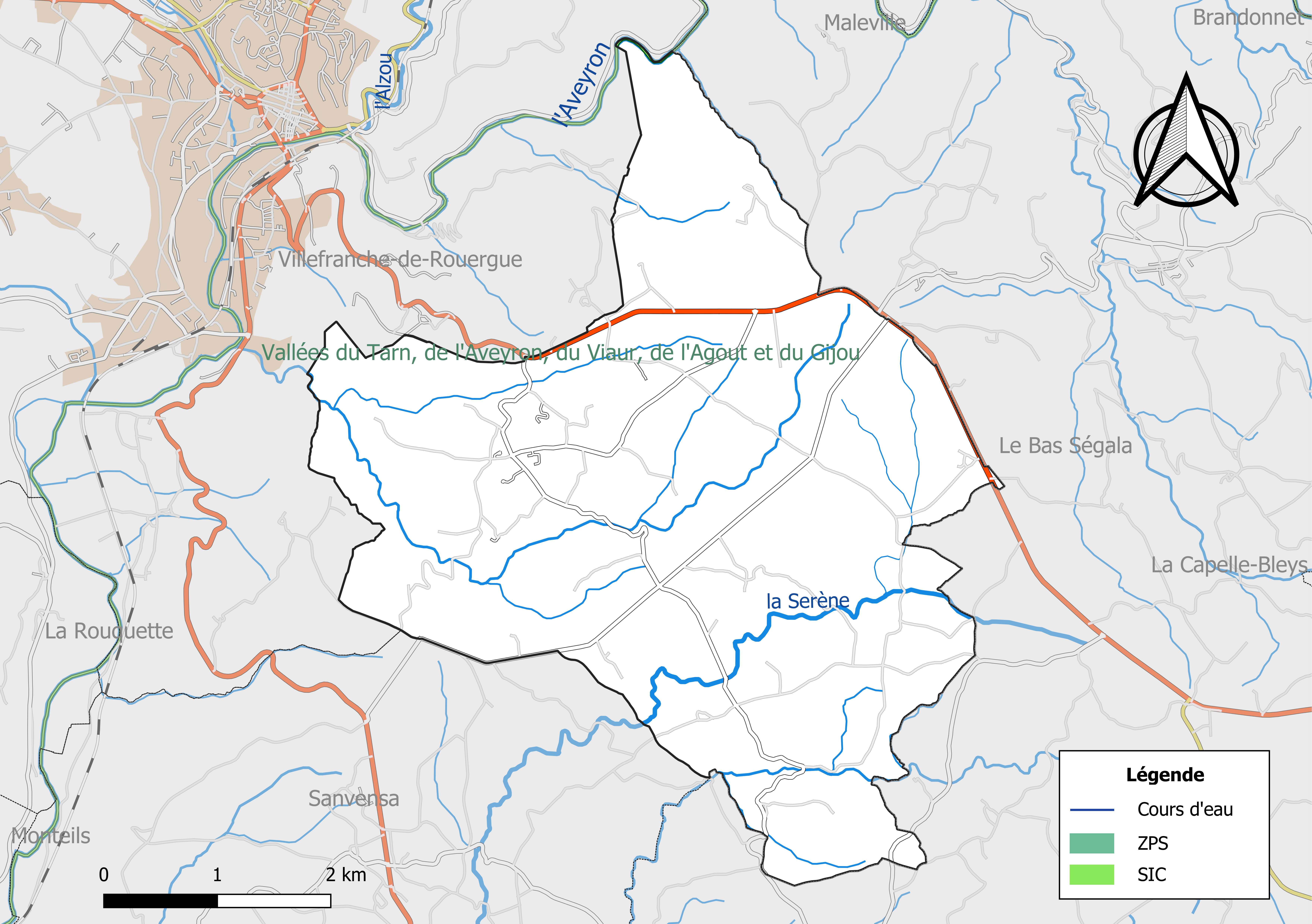
Sites Natura 2000 sur le territoire communal.

Le réseau Natura 2000 est un réseau écologique européen de sites naturels d’intérêt écologique élaboré à partir des Directives « Habitats » et « Oiseaux ». Ce réseau est constitué de Zones spéciales de conservation (ZSC) et de Zones de protection spéciale (ZPS). Dans les zones de ce réseau, les États Membres s'engagent à maintenir dans un état de conservation favorable les types d'habitats et d'espèces concernés, par le biais de mesures réglementaires, administratives ou contractuelles.
Un site Natura 2000 a été défini sur la commune au titre de la « directive Habitats » : 
Les « Vallées du Tarn, de l'Aveyron, du Viaur, de l'Agout et du Gijou », d'une superficie de 17 144 ha, s'étendent sur 136 communes dont 41 dans l'Aveyron, 8 en Haute-Garonne, 50 dans le Tarn et 37 dans le Tarn-et-Garonne. Elles présentent une très grande diversité d'habitats et d'espèces dans ce vaste réseau de cours d'eau et de gorges. La présence de la Loutre d'Europe et de la moule perlière d'eau douce est également d'un intérêt majeur.

#### Zones naturelles d'intérêt écologique, faunistique et floristique
L’inventaire des zones naturelles d'intérêt écologique, faunistique et floristique (ZNIEFF) a pour objectif de réaliser une couverture des zones les plus intéressantes sur le plan écologique, essentiellement dans la perspective d’améliorer la connaissance du patrimoine naturel national et de fournir aux différents décideurs un outil d’aide à la prise en compte de l’environnement dans l’aménagement du territoire.
Le territoire communal de Morlhon-le-Haut comprend deux ZNIEFF de type 1,, 
les « Pentes boisées de Villefranche-De-Rouergue » (364,4 ha), couvrant 2 communes du département
et la « Rivière Aveyron » (3 500 ha), couvrant 63 communes dont 38 dans l'Aveyron, 5 dans le Tarn et 20 dans le Tarn-et-Garonne
et une ZNIEFF de type 2,, 
la « Vallée de l'Aveyron » (14 644 ha), qui s'étend sur 68 communes dont 41 dans l'Aveyron, 5 dans le Tarn et 22 dans le Tarn-et-Garonne.

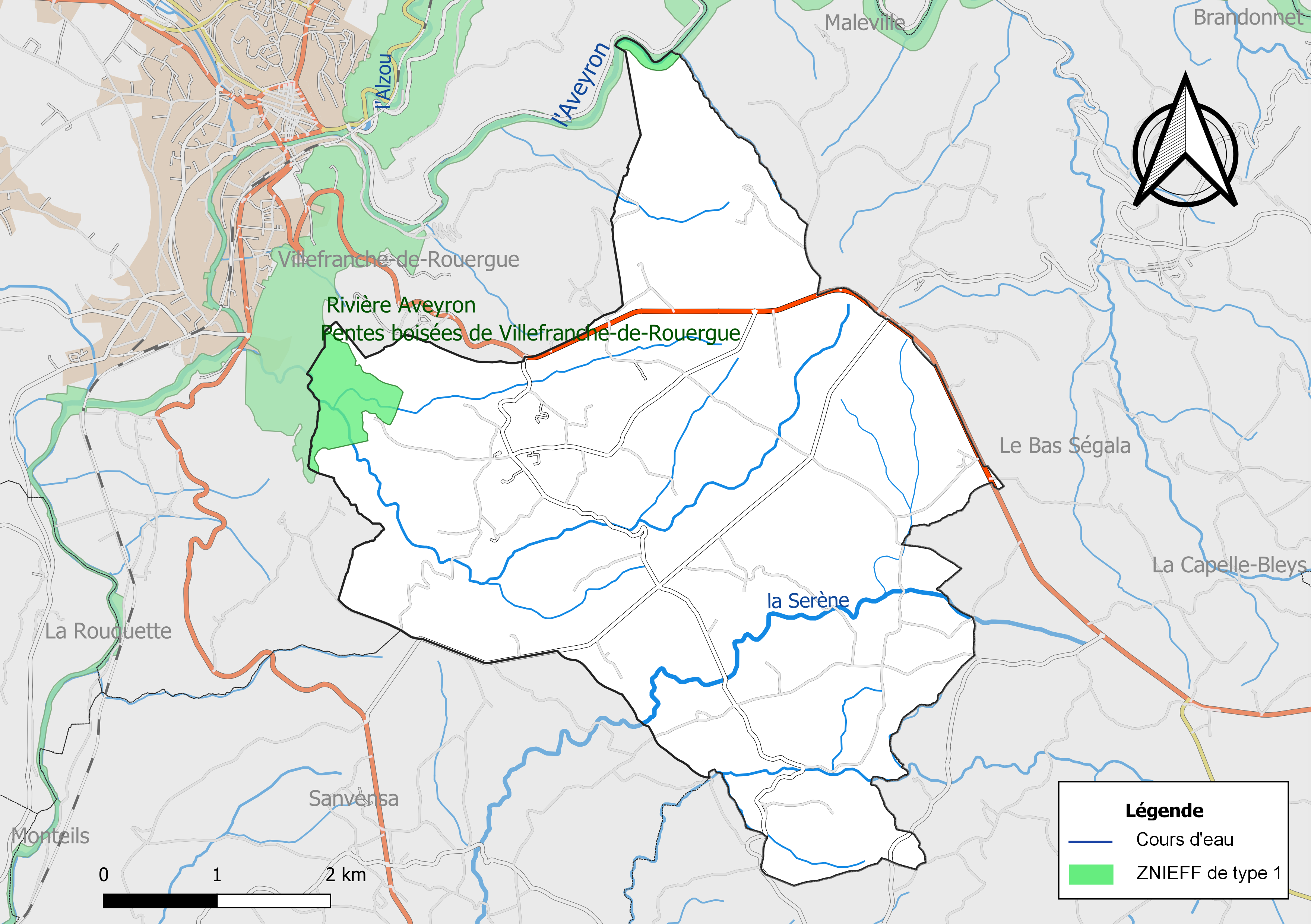
Carte des ZNIEFF de type 1 de la commune.
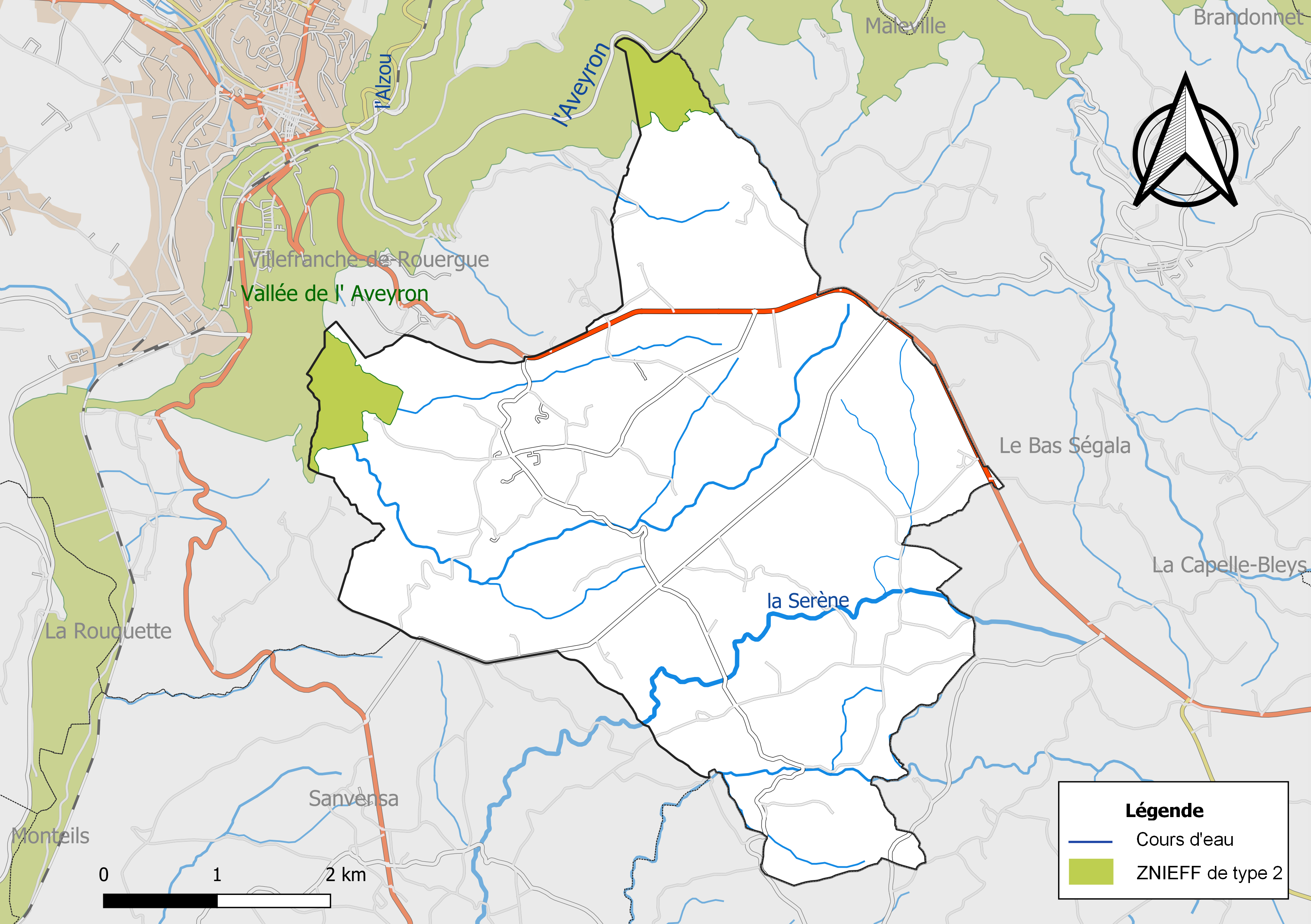
Carte de la ZNIEFF de type 2 de la commune.

## Urbanisme

### Typologie
Au 1er janvier 2024, Morlhon-le-Haut est catégorisée commune rurale à habitat très dispersé, selon la nouvelle grille communale de densité à sept niveaux définie par l'Insee en 2022.
Elle est située hors unité urbaine. Par ailleurs la commune fait partie de l'aire d'attraction de Villefranche-de-Rouergue, dont elle est une commune de la couronne,. Cette aire, qui regroupe 34 communes, est catégorisée dans les aires de moins de 50 000 habitants,.

### Occupation des sols

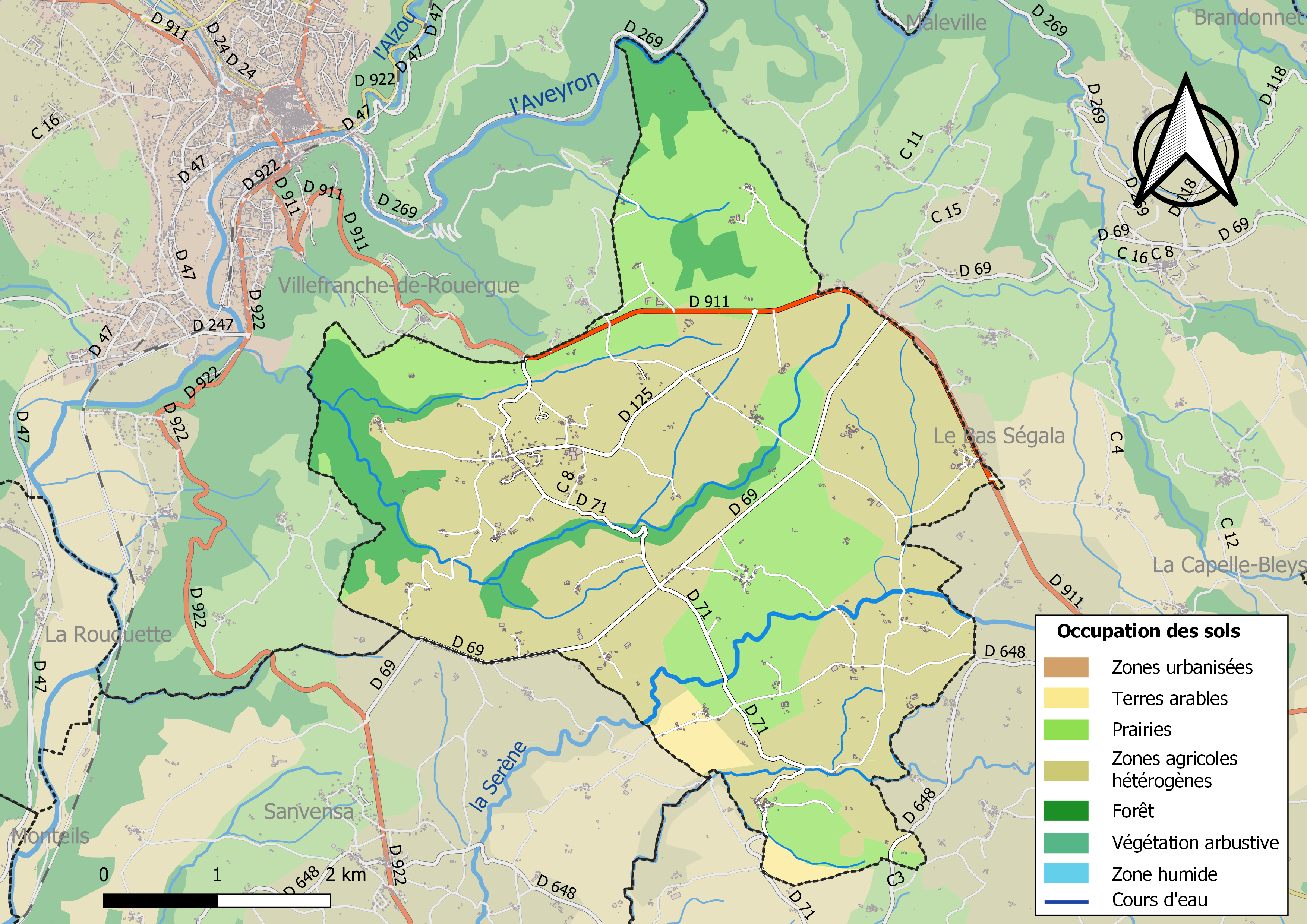
Infrastructures et occupation des sols de la commune de Morlhon-le-Haut.

L'occupation des sols de la commune, telle qu'elle ressort de la base de données européenne d’occupation biophysique des sols Corine Land Cover (CLC), est marquée par l'importance des territoires agricoles (87,2 % en 2018), en diminution par rapport à 1990 (89,2 %). La répartition détaillée en 2018 est la suivante : 
zones agricoles hétérogènes (56 %), prairies (29,2 %), forêts (10,7 %), zones urbanisées (2,1 %), terres arables (2,1 %).

### Planification
La loi SRU du 13 décembre 2000 a incité fortement les communes à se regrouper au sein d’un établissement public, pour déterminer les partis d’aménagement de l’espace au sein d’un SCoT, un document essentiel d’orientation stratégique des politiques publiques à une grande échelle. La commune est dans le territoire du SCoT du Centre Ouest Aveyron  approuvé en février 2020. La structure porteuse est le Pôle d'équilibre territorial et rural Centre Ouest Aveyron, qui associe neuf EPCI, notamment Ouest Aveyron Communauté, dont la commune est membre.
La commune, en 2017, avait engagé l'élaboration d'un plan local d'urbanisme.

### Risques majeurs
Le territoire de la commune de Morlhon-le-Haut est vulnérable à différents aléas naturels : inondations, climatiques (hiver exceptionnel ou canicule), feux de forêts et séisme (sismicité très faible).
Il est également exposé à un risque technologique, le transport de matières dangereuses, et à deux risques particuliers, les risques radon et minier,.

#### Risques naturels

Zones inondables de la commune de Morlhon-le-Haut.

Certaines parties du territoire communal sont susceptibles d’être affectées par le risque d’inondation par débordement de l'Aveyron. Un plan des surfaces submersibles (PSS), premier document cartographique réglementant l'occupation du sol en zone inondable pour les cours d'eau domaniaux, a été établi en 1964. Compte tenu du peu d’enjeux exposés à ces inondations, aucun plan de prévention du risque d’inondation n’a été prescrit. Néanmoins la loi Barnier du 2 février 1995 confère aux PSS un statut de plan de prévention des risques (PPR ), les rendant par conséquent opposables au tiers et faisant entrer le territoire de la commune dans le champ d'application de l'obligation d'information des acquéreurs locataires.
Le Plan départemental de protection des forêts contre les incendies découpe le département de l’Aveyron en sept « bassins de risque » et définit une sensibilité des communes à l’aléa feux de forêt (de faible à très forte). La commune est classée en sensibilité faible.

#### Risques technologiques
Le risque de transport de matières dangereuses sur la commune est lié à sa traversée par une route à fort trafic. Un accident se produisant sur une telle infrastructure est en effet susceptible d’avoir des effets graves au bâti ou aux personnes jusqu’à 350 m, selon la nature du matériau transporté. Des dispositions d’urbanisme peuvent être préconisées en conséquence.

#### Risques particuliers
La commune est concernée par le risque minier, principalement lié à l’évolution des cavités souterraines laissées à l’abandon et sans entretien après l’exploitation des mines.
Dans plusieurs parties du territoire national, le radon, accumulé dans certains logements ou autres locaux, peut constituer une source significative d’exposition de la population aux rayonnements ionisants. Toutes les communes du département sont concernées par le risque radon à un niveau plus ou moins élevé. Selon le dossier départemental des risques majeurs du département établi en 2013, la commune de Morlhon-le-Haut est classée à risque moyen à élevé. Un décret du 4 juin 2018 a modifié la terminologie du zonage définie dans le code de la santé publique et a été complété par un arrêté du 27 juin 2018 portant délimitation des zones à potentiel radon du territoire français. La commune est désormais en zone 3, à savoir zone à potentiel radon significatif.

## Histoire
Cette commune de 555 habitants porte le nom d’une des plus vieilles familles du Rouergue, qui a marqué de son influence toute la partie ouest de la province.
Le lieu ( « Mauri loci »), ne vient pas des Sarrasins, mais du nom d'homme romain: "Morilius". En 1053, en pèlerinage à Jérusalem avec sa femme Cécile, sur le tombeau du Christ, soit avant la Première croisade, Ozile II de Morlhon, le seigneur du lieu, fit dans un acte rédigé à Jérusalem, une donation pour élever sur ses terres « rougeâtres » de l'Aveyron, dans une paroisse qui s'appelait Mauriac, un monastère en l’honneur du Saint-Sépulcre. Le monastère fut construit, puis une église en forme de croix grecque. Le lieu prit de l’importance, s’entoura de fortifications, et devint deux siècles plus tard la bastide de Villeneuve d'Aveyron.
Le fort de Morlhon, berceau de la famille de Morlhon, est situé près de l'ancienne route royale, sur une élévation au rebord du plateau rocheux du Ségala, dominant la vallée de l’Aveyron et sa faille nord-sud, face au soleil couchant. Ozil II de Morlhon étant soupçonné d'être du parti des Albigeois et d'utiliser son château comme refuge d’hérétiques cathares, celui-ci fut détruit et brûlé en 1214 par une petite troupe envoyée par Simon IV de Montfort. En 1224, son héritier Pons de Morlhon, chevalier, transigeait avec Milon, évêque de Rodez, au sujet de la juridiction du château de Morlhon, en présence de Géraud de Balaguier, Raymond de Belcastel, Arnaud de Cardaillac, Guillaume Gasc, Aimeric de Cassagnes, chevaliers. En 1249, son fils Milon de Morlhon, reconnaît tenir en fief de l'évêque de Rodez le château de Morlhon. Puis, dans le même acte, il vend ledit château pour 12 000 sous rodanois à l'évêque Vivian qui n'en prendra possession que plusieurs années après. En 1260, l’évêque de Rodez était devenu le seul propriétaire du site et du château.
Le château fut occupé par les Anglais de 1360 à 1368, puis par les Routiers. Remis en état en 1466, puis à nouveau en 1562, il subit, semble-t-il, un nouvel incendie au XVIIe siècle et fut abandonné en ruine.
De l'ancienne église qui était située au hameau de Morlhon-le-Bas, il ne reste que des ruines. L’église moderne a été construite à Morlhon-le-Haut, siège de la commune actuelle. Au sud de la commune, le hameau de Marmont conserve quelques restes d’un bâtiment rectangulaire, aux angles arrondis, qui serait la nef d’une église préromane.

## Politique et administration

### Découpage territorial
La commune de Morlhon-le-Haut est membre de la Ouest Aveyron Communauté, un établissement public de coopération intercommunale (EPCI) à fiscalité propre créé le 1er janvier 2017 dont le siège est à Villefranche-de-Rouergue. Ce dernier est par ailleurs membre d'autres groupements intercommunaux.
Sur le plan administratif, elle est rattachée à l'arrondissement de Villefranche-de-Rouergue, au département de l'Aveyron et à la région Occitanie. Sur le plan électoral, elle dépend du  canton d'Aveyron et Tarn pour l'élection des conseillers départementaux, depuis le redécoupage cantonal de 2014 entré en vigueur en 2015, et de la deuxième circonscription de l'Aveyron  pour les élections législatives, depuis le dernier découpage électoral de 2010.

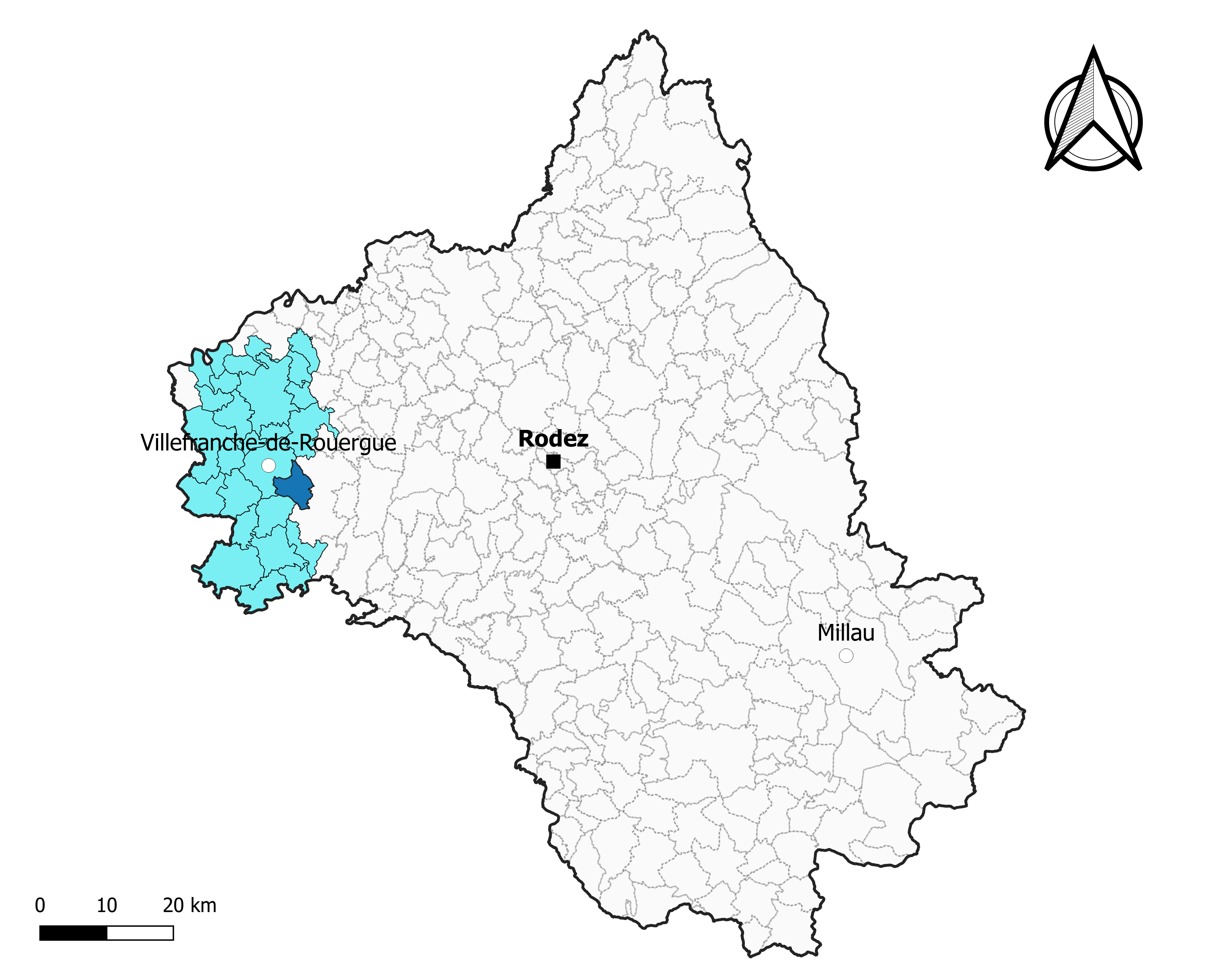
Morlhon-le-Haut dans l'intercommunalité en 2020.
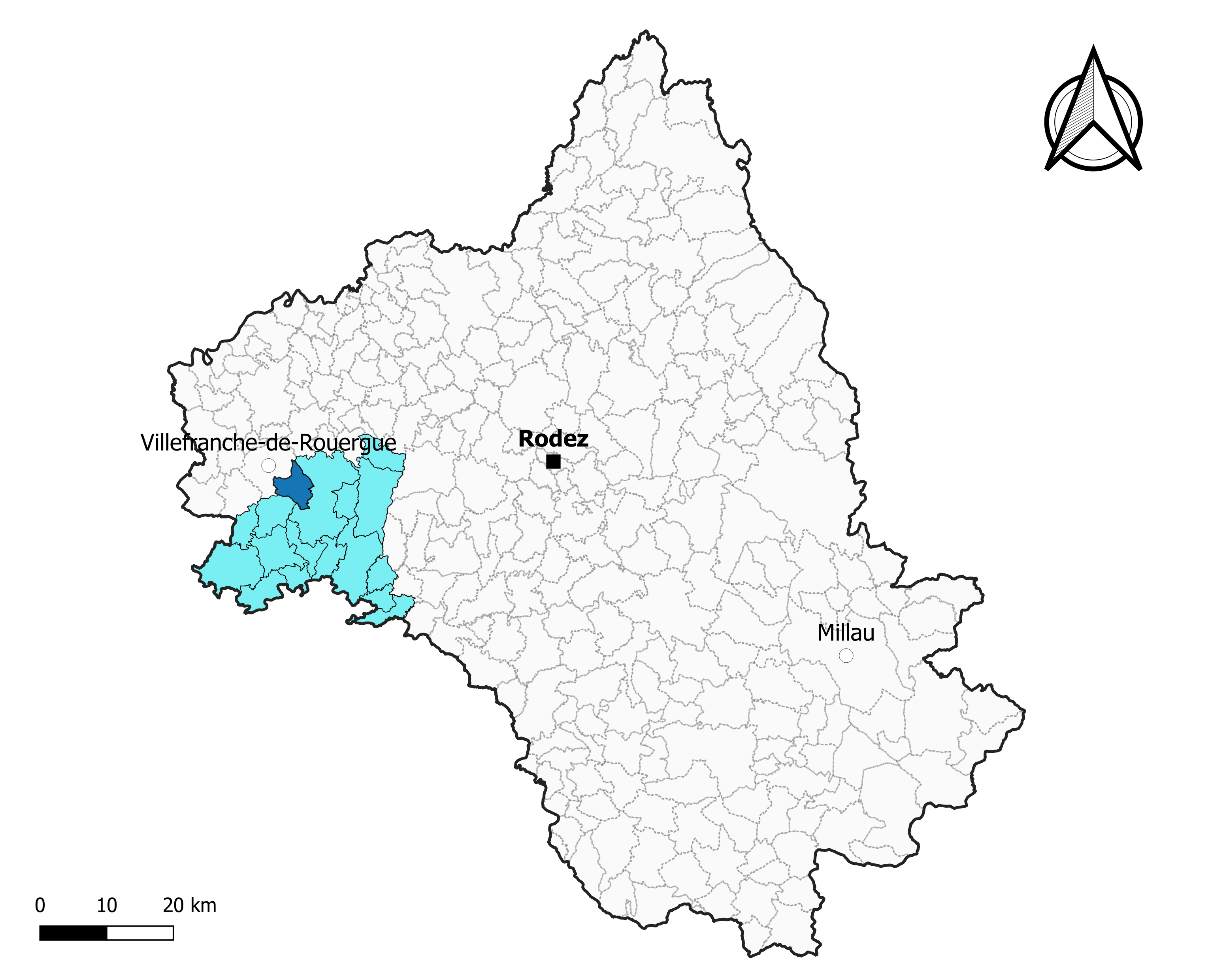
Morlhon-le-Haut dans le canton d'Aveyron et Tarn en 2020.
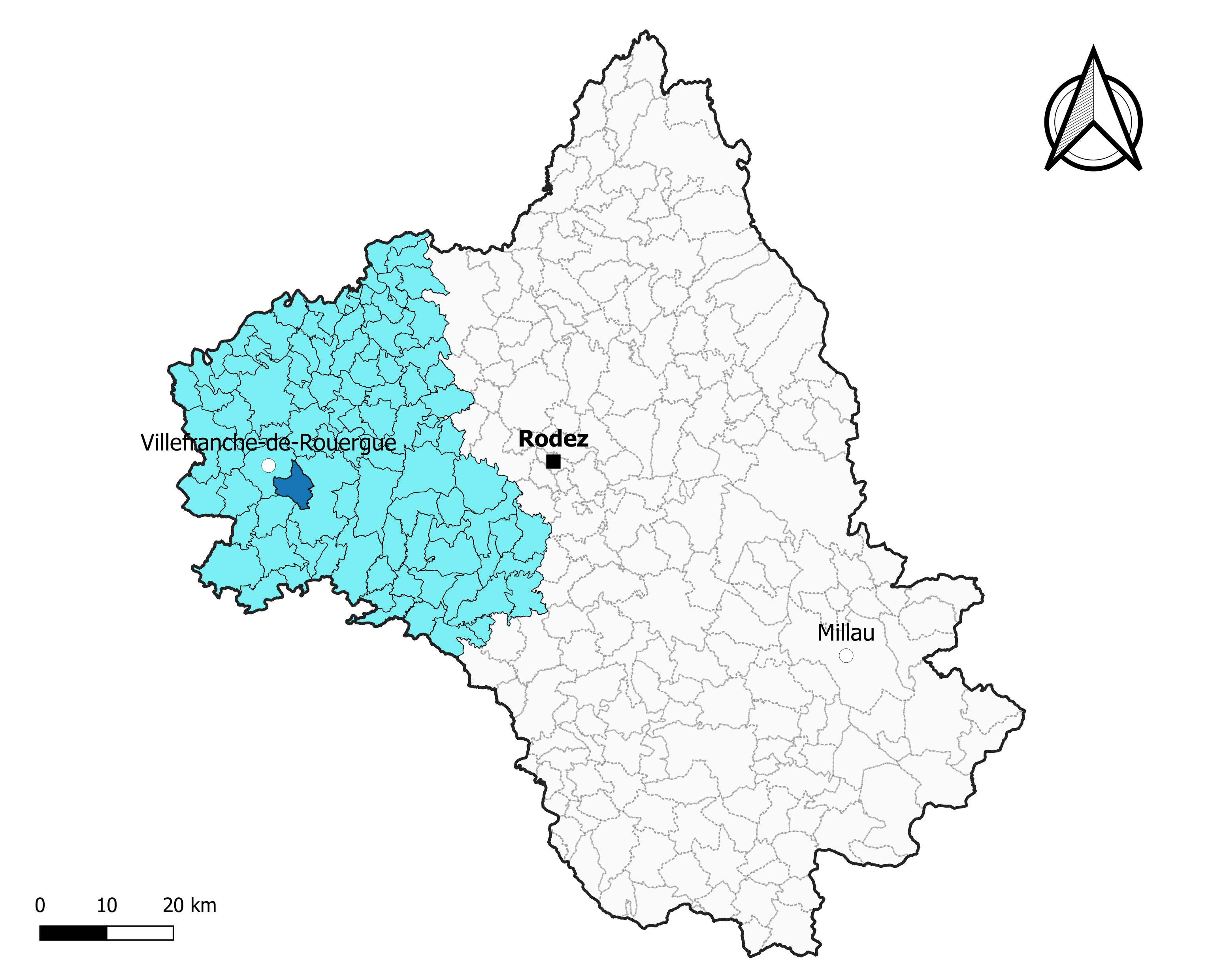
Morlhon-le-Haut dans l'arrondissement de Villefranche-de-Rouergue en 2020.

### Élections municipales et communautaires

#### Élections de 2020
Le conseil municipal de Morlhon-le-Haut, commune de moins de 1 000 habitants, est élu au scrutin majoritaire plurinominal à deux tours avec candidatures isolées ou groupées et possibilité de panachage. Compte tenu de la population communale, le nombre de sièges à pourvoir lors des élections municipales de 2020 est de 15. La totalité des quinze candidats en lice est élue dès le premier tour, le 15 mars 2020, avec un taux de participation de 56,19 %.
Philippe Guilhen est élu nouveau maire de la commune le 26 mai 2020.
Dans les communes de moins de 1 000 habitants, les conseillers communautaires sont désignés parmi les conseillers municipaux élus en suivant l’ordre du tableau (maire, adjoints puis conseillers municipaux) et dans la limite du nombre de sièges attribués à la commune au sein du conseil communautaire. Un siège est attribué à la commune au sein de la Ouest Aveyron Communauté.

#### Liste des maires
| Période                                  | Période  | Identité             | Étiquette | Qualité                |
| ---------------------------------------- | -------- | -------------------- | --------- | ---------------------- |
| mars 2014                                | mai 2020 | Jean-Claude Delpérié |           | Agriculteur exploitant |
| mai 2020                                 | En cours | Philippe Guilhen,    |           | Ancien cadre           |
| Les données manquantes sont à compléter. |          |                      |           |                        |

## Démographie
L'évolution du nombre d'habitants est connue à travers les recensements de la population effectués dans la commune depuis 1793. Pour les communes de moins de 10 000 habitants, une enquête de recensement portant sur toute la population est réalisée tous les cinq ans, les populations de référence des années intermédiaires étant quant à elles estimées par interpolation ou extrapolation. Pour la commune, le premier recensement exhaustif entrant dans le cadre du nouveau dispositif a été réalisé en 2007.

En 2022, la commune comptait 555 habitants, en évolution de −1,07 % par rapport à 2016 (Aveyron : +0,37 %, France hors Mayotte : +2,11 %).
| 1793 | 1800 | 1836 | 1841 | 1846  | 1851  | 1856  | 1861  | 1866  |
| ---- | ---- | ---- | ---- | ----- | ----- | ----- | ----- | ----- |
| 576  | 553  | 955  | 986  | 1 099 | 1 065 | 1 027 | 1 072 | 1 069 |

| 1872  | 1876  | 1881  | 1886  | 1891  | 1896  | 1901 | 1906 | 1911 |
| ----- | ----- | ----- | ----- | ----- | ----- | ---- | ---- | ---- |
| 1 112 | 1 165 | 1 206 | 1 225 | 1 138 | 1 034 | 994  | 976  | 965  |

| 1921 | 1926 | 1931 | 1936 | 1946 | 1954 | 1962 | 1968 | 1975 |
| ---- | ---- | ---- | ---- | ---- | ---- | ---- | ---- | ---- |
| 825  | 824  | 771  | 728  | 714  | 623  | 641  | 585  | 519  |

| 1982 | 1990 | 1999 | 2006 | 2007 | 2012 | 2017 | 2022 | - |
| ---- | ---- | ---- | ---- | ---- | ---- | ---- | ---- | - |
| 491  | 531  | 527  | 547  | 550  | 569  | 557  | 555  | - |

## Économie

### Revenus
En 2018  (données Insee publiées en septembre 2021), la commune compte 242 ménages fiscaux, regroupant 570 personnes. La médiane du revenu disponible par unité de consommation est de 20 690 € (20 640 € dans le département).

### Emploi
| Division       | 2008  | 2013  | 2018  |
| -------------- | ----- | ----- | ----- |
| Commune        | 2,4 % | 8,6 % | 4 %   |
| Département    | 5,4 % | 7,1 % | 7,1 % |
| France entière | 8,3 % | 10 %  | 10 %  |

En 2018, la population âgée de 15 à 64 ans s'élève à 323 personnes, parmi lesquelles on compte 74,5 % d'actifs (70,5 % ayant un emploi et 4 % de chômeurs) et 25,5 % d'inactifs,. Depuis 2008, le taux de chômage communal (au sens du recensement) des 15-64 ans est inférieur à celui de la France et du département.
La commune fait partie de la couronne de l'aire d'attraction de Villefranche-de-Rouergue, du fait qu'au moins 15 % des actifs travaillent dans le pôle,. Elle compte 148 emplois en 2018, contre 172 en 2013 et 166 en 2008. Le nombre d'actifs ayant un emploi résidant dans la commune est de 235, soit un indicateur de concentration d'emploi de 63,1 % et un taux d'activité parmi les 15 ans ou plus de 52 %.
Sur ces 235 actifs de 15 ans ou plus ayant un emploi, 66 travaillent dans la commune, soit 28 % des habitants. Pour se rendre au travail, 81,6 % des habitants utilisent un véhicule personnel ou de fonction à quatre roues, 0,4 % les transports en commun, 3,8 % s'y rendent en deux-roues, à vélo ou à pied et 14,1 % n'ont pas besoin de transport (travail au domicile).

### Activités hors agriculture

#### Secteurs d'activités
42 établissements sont implantés  à Morlhon-le-Haut au 31 décembre 2019. Le tableau ci-dessous en détaille le nombre par secteur d'activité et compare les ratios avec ceux du département,.
| Secteur d'activité                                                                                        | Commune | Commune | Département |
| Secteur d'activité                                                                                        | Nombre  | %       | %           |
| --- | ------- | ------- | ----------- |
| Ensemble                                                                                                  | 42      |         |             |
| Industrie manufacturière, industries extractives et autres                                                | 11      | 26,2 %  | (17,7 %)    |
| Construction                                                                                              | 9       | 21,4 %  | (13 %)      |
| Commerce de gros et de détail, transports, hébergement et restauration                                    | 8       | 19 %    | (27,5 %)    |
| Activités spécialisées, scientifiques et techniques et activités de services administratifs et de soutien | 7       | 16,7 %  | (12,4 %)    |
| Administration publique, enseignement, santé humaine et action sociale                                    | 5       | 11,9 %  | (12,7 %)    |
| Autres activités de services                                                                              | 2       | 4,8 %   | (7,8 %)     |

Le secteur de l'industrie manufacturière, des industries extractives et autres est prépondérant sur la commune puisqu'il représente 26,2 % du nombre total d'établissements de la commune (11 sur les 42 entreprises implantées  à Morlhon-le-Haut), contre 17,7 % au niveau départemental.

#### Entreprises
Les trois entreprises ayant leur siège social sur le territoire communal qui génèrent le plus de chiffre d'affaires en 2020 sont : 
- ETS Lagarrigue, commerce de gros (commerce interentreprises) de matériel agricole (26 700 k€)
- Irri Centre, commerce de gros (commerce interentreprises) de matériel agricole (1 533 k€)
- A2G, travaux d'installation électrique dans tous locaux (53 k€)

### Agriculture
La commune est dans le Segala, une petite région agricole occupant l'ouest du département de l'Aveyron. En 2020, l'orientation technico-économique de l'agriculture  sur la commune est l'élevage bovin, orientation mixte lait et viande.
|               | 1988  | 2000  | 2010  | 2020  |
| ------------- | ----- | ----- | ----- | ----- |
| Exploitations | 75    | 50    | 44    | 32    |
| SAU (ha)      | 1 475 | 1 298 | 1 267 | 1 472 |

Le nombre d'exploitations agricoles en activité et ayant leur siège dans la commune est passé de 75 lors du recensement agricole de 1988  à 50 en 2000 puis à 44 en 2010 et enfin à 32 en 2020, soit une baisse de 57 % en 32 ans. Le même mouvement est observé à l'échelle du département qui a perdu pendant cette période 51 % de ses exploitations,. La surface agricole utilisée sur la commune a également diminué, passant de 1 475 ha en 1988 à 1 472 ha en 2020. Parallèlement la surface agricole utilisée moyenne par exploitation a augmenté, passant de 20 à 46 ha.

## Culture locale et patrimoine

### Lieux et monuments
- Château des Anglais, site de l'ancien château et de l'ancienne église de Morlhon, (472 mètres) ; le donjon a subsisté jusqu'en 1825, date à laquelle il a été démoli pour construire une nouvelle église à Morlhon-le-Haut. Dans les décombres du château, un fragment de dalles couvert d'inscriptions latines a été retrouvé.
- Église Saint-Ferréol de Morlhon-le-Haut.
- Église Saint-Loup de Marmont.
- Château de Galdou,
- Château de Garriguet, qui a un jardin d'agrément remarquable comprenant un bassin, un escalier et des terrasses construites au (XVIIe siècle) par la famille de Raynaldi.
- Château de Grilières, appartenait à la famille Campmas de Saint-Rémy ;
- Château de Kermaria, construit au XIXe siècle en bordure du domaine de Berals.

### Personnalités liées à la commune
- Famille de Morlhon
- Joan de Morlhon, drame historique, écrit en 1938 par Enric Mouly, en dialecte occitan.